# 千层纸素A
千层纸素A（英語：Oroxylin A，也称为5,7-二羟基-6-甲氧基黄酮，5,7-Dihydroxy-6-methoxyflavone）是一种天然的O-甲基化黄酮类化合物，存在于黄芩（学名：Scutellaria baicalensis）、美黄芩（学名：Scutellaria lateriflora）、木蝴蝶（学名：Oroxylum indicum）等植物中。